# ديك ماثر
ديك ماثر هو سياسي كندي، ولد في 20 يوليو 1941 في إدمونتون في كندا، وتوفي بنفس المكان في 13 أغسطس 1997. حزبياً، نشط في Representative Party of Alberta ‏.